# Michael Henke (Logistiker)
Michael Henke (geb. 1971 in Bobingen) ist einer der Institutsleiter am Fraunhofer-Institut für Materialfluss und Logistik IML und Inhaber des Lehrstuhls für Unternehmenslogistik der Fakultät Maschinenbau der TU Dortmund. Seine Forschungsschwerpunkte liegen in den Bereichen Einkauf, Logistik und Supply Chain sowie dem Management der Industrie 4.0.

## Biographisches
Henke begann seine Karriere mit einem Studium zum Diplom-Ingenieur für Brauwesen- und Getränketechnologie an der TU München. Im Anschluss promovierte und habilitierte er ebenfalls an der TU München an der Fakultät für Wirtschaftswissenschaften. Von 2007 bis 2013 forschte und lehrte Michael Henke als Professor an der EBS Universität für Wirtschaft und Recht in Wiesbaden und Oestrich-Winkel, wo er den Lehrstuhl für Einkauf und Supply Management innehatte und das Institut für Supply Chain Management leitete. Michael Henke ist Mitglied des Vorstandes des Digital Hub Logistics e. V. Michael Henke war von 2021 bis 2024 Vorsitzender des Vorstandes des Open Logistics e. V., dem Förderverein der Stiftung Open Logistics Foundation. Seit Ende 2024 ist er Vorsitzender des Kuratoriums der Open Logistics Foundation.

## Arbeitsgebiete / Forschungsschwerpunkte
Der Lehrstuhl steht für grundlagenorientierte und angewandte Forschung sowie Lehre in Unternehmenslogistik und Supply Chain Management. Der Blickwinkel beider Begrifflichkeiten ist notwendig für die vollständige Durchdringung der logistischen Aktivitäten eines Unternehmens und seiner Wertschöpfungsnetzwerke im Sinne eines durchgängigen Managementansatzes der Unternehmensführung.
Die Forschungsarbeit des Lehrstuhls für Unternehmenslogistik fokussiert daher die Managementimplikationen der logistischen Aufgaben für die Unternehmensführung und insbesondere die folgenden Schwerpunkte: Supply Chain Management und Einkauf, Produktionsmanagement und Fabrikplanung, Instandhaltungs- und Produktivitätsmanagement, Kompetenzmanagement und innovative Lernkonzepte.

## Veröffentlichungen (Auswahl)
- Supply Risk Management: Planung, Steuerung und Überwachung von Supply Chains. Erich Schmidt Verlag, Berlin 2009, ISBN 978-3-503-11220-3.
- mit Christopher Jahns, Mathies Pohl: Performance Measurement in Logistik und Einkauf: Gestaltungsansätze und praktische Umsetzung. Deutscher Verkehrs-Verlag, Hamburg 2009, ISBN 978-3-87154-408-8.
- mit Wolfgang Lück: Technik des wissenschaftlichen Arbeitens: Seminararbeit, Diplomarbeit, Dissertation. Oldenbourg Verlag, München 2009, ISBN 978-3-486-58968-9.
- mit Oliver Bungartz: Quality Control und Peer Review in der internen Revision: verbessertes Qualitätsmanagement durch ein integriertes System. Erich Schmidt Verlag, Berlin 2011, ISBN 978-3-503-12996-6.
- mit Sandra Kaczmarek: Gamification in der Logistik: effektiv und spielend zu mehr Erfolg. Huss Verlag, München 2017, ISBN 978-3-946350-40-8.